# Agave hiemiflora
Agave hiemiflora är en sparrisväxtart som beskrevs av Howard Scott Gentry. Agave hiemiflora ingår i släktet Agave och familjen sparrisväxter. Inga underarter finns listade i Catalogue of Life.